# Knud Frederik Juel
 Der er flere personer med dette navn, se Knud Frederik Juel (1836-1908).
Knud Frederik Juel (7. december 1766 på Odense Slot – 21. november 1847 på Juelsberg) var en dansk godsejer, officer og diplomat.
Han var søn af gehejmeråd Carl Juel og dennes 3. hustru. Juel blev indskrevet ved Københavns Universitet 1784 og tog juridisk embedseksamen 2 år senere, hvorpå han efter en længere udenlandsrejse 1795-97 ansattes som volontær i Udenrigsdepartementet; men han synes kort efter at være slået ind på den militære vej, idet han i 1801 udnævntes til major, samme år, som han blev kammerherre. Efter en rejse til Frankrig tiltrådte Juel 1803 det af moderen oprettede stamhus Juelsberg, men forblev desuagtet i Hæren, hvor han i 1808 avancerede til chef for 4. bataljon af Kongens Regiment, i 1809 til oberstløjtnant og i 1814 til generaladjudant. I 1821 blev Juel beordret til tjeneste hos tronfølgeren, prins Christian, hvem han ledsagede på den sidste del af dennes udenlandsrejse til Paris, London og slottet Loo, hvorpå han året efter udnævnes til gesandt i Paris, en stilling, han beklædte lige til 1836, da han blev entlediget af statens tjeneste og samtidig udnævntes til generalløjtnant (efter at have været generalmajor siden 1828). Samme år blev han patron for Roskilde Kloster.
Juel, der døde på Juelsberg 21. november 1847, synes, efter hans forfattervirksomhed at dømme, i de senere år af sit liv at have haft en levende interesse for landbruget; hans hustru, Frederikke Christiane f. komtesse Knuth, hvem han ægtede 3. december 1797, var født på Gyldensteen 13. december 1777 og datter af Johan Henrik greve Knuth og Constance Alexandrine f. rigsgrevinde Cosell. Hun opholdt sig som enke ofte i København, hvor Arveprinsesse Caroline satte megen pris på hende, og døde i Odense 19. august 1861. Juel blev 1821 Kommandør og 1823 Storkors af Dannebrog. Da hans ægteskab var barnløst, tilfaldt stamhuset efter hans død en halvbroder, kammerherre Hans Rudolf Juel, og dennes descendens.
Han er begravet i Aunslev Kirke.